# شفيع أباد (بشاريات الشرقي)
شفیع أباد (بالفارسية: شفیع‌آباد) هي قرية تقع في إيران في قسم بشاریات الشرقي الریفي. يقدر عدد سكانها بـ 16 نسمة.